# N593 (België)
De N593 is een gewestweg in België van Chimay naar de Franse grens. De lengte van de weg bedraagt ongeveer 9 kilometer.

## Traject
De N593 loopt vanaf de N53 in Chimay naar het westen via de Chaussée de Trélon, Rue de la Plate Pierre en Rue Sainte Monégonde naar Salles. Vanaf Salles blijft de N593 via de Rue Sainte Monégonde doorlopen en gaat over in de Chaussée de Chimay naar Macon. Vanuit Macon gaat het vervolgens via de Remy Letoret naar de Franse grens richting Trélon en Avesnes-sur-Helpe.